# Jo Stevens
Joanna Meriel Stevens (ur. 6 września 1966 w Swansea) – brytyjska polityczka pochodząca z Walii, prawniczka, członkini Partii Pracy, od 2024 minister ds. Walii. Od 2015 posłanka do Izby Gmin.

## Życiorys
W wieku 6 miesięcy wyemigrowała razem z rodzicami do Kanady. Cała rodzina powróciła do Wielkiej Brytanii kilka lat później i początkowo zamieszkała na południu Walii, a następnie w Mold, w hrabstwie Flintshire. W 1988 ukończyła studia prawnicze na Uniwersytecie w Manchesterze, zaś w następnym roku uzyskała uprawnienia solicitora. Wykonywała ten zawód do czasu zdobycia mandatu parlamentarnego. Po raz pierwszy została wybrana do Izby Gmin w 2015, z okręgu Cardiff Central. Uzyskiwała w nim następnie reelekcje w 2017 i 2019. W wyborach w 2024 z powodzeniem kandydowała do niższej izby Parlamentu z nowo utworzonego okręgu Cardiff East.
Od stycznia do października 2016 sprawowała funkcję ministra sprawiedliwości i prokuratora generalnego w gabinecie cieni utworzonym przez Jeremmy'ego Corbyna. Następnie była ministrem ds. Walii w tym samym gabinecie cieni. 27 stycznia 2017 ustąpiła z tego stanowiska. Przyczyną rezygnacji, był zamiar głosowania w Izbie Gmin wbrew oficjalnemu stanowisku swojej partii, w sprawach związanych z wystąpieniem Wielkiej Brytanii z Unii Europejskiej (któremu to wystąpieniu się sprzeciwiała).
Powróciła w skład gabinetu cieni 6 kwietnia 2020, po objęciu przywództwa w Partii Pracy przez Keira Starmera. Początkowo objęła funkcję ministra ds. cyfryzacji, kultury, mediów i sportu, zaś od 29 listopada 2021 była ponownie ministrem ds. Walii.
5 lipca 2024 objęła urząd ministra ds. Walii w utworzonym tego samego dnia gabinecie Keira Starmera.
Ma dwóch synów. Mieszka w Cardiff.